# 天満橋筋

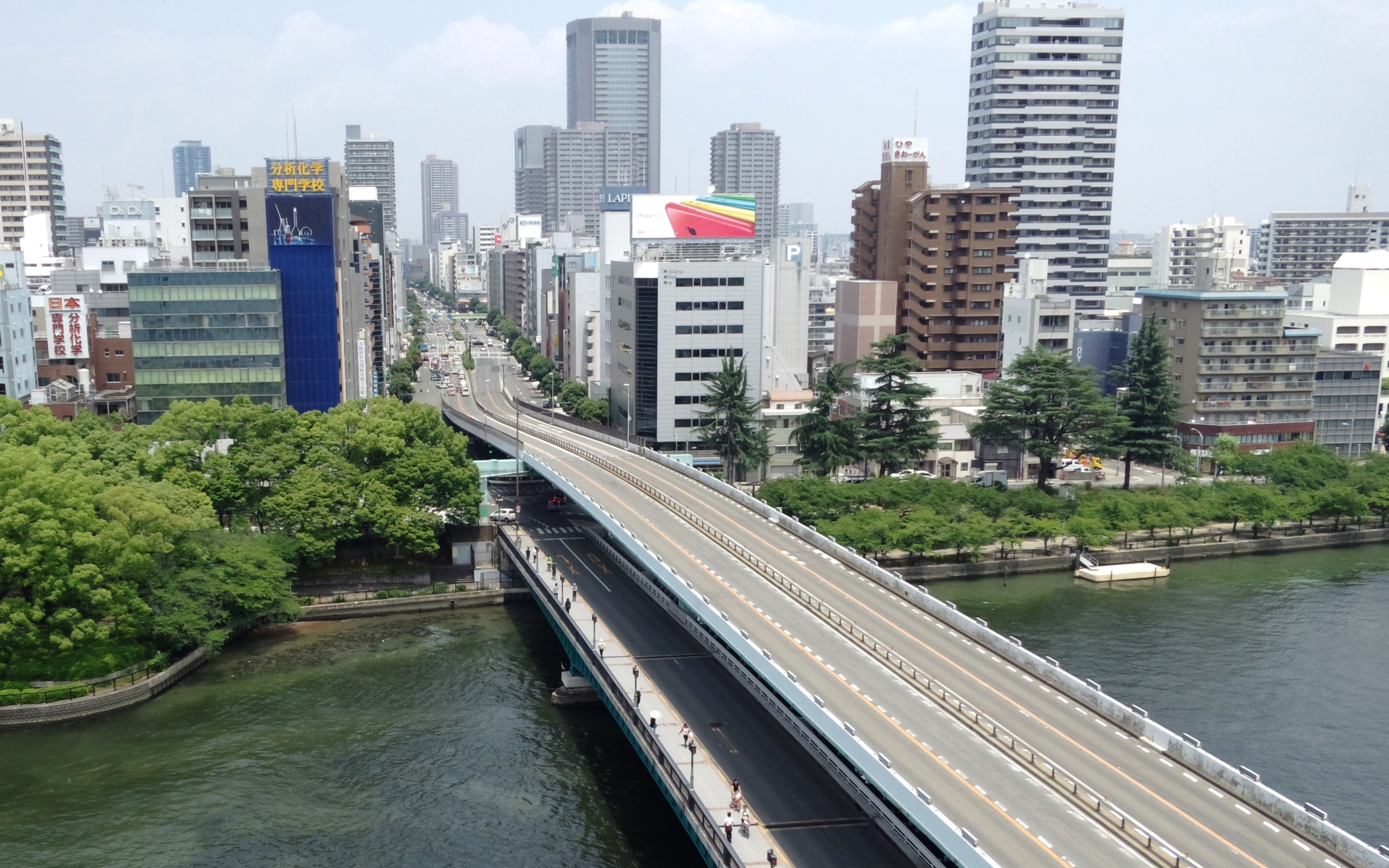
天満橋を南から望む

天満橋筋（てんまばしすじ）は、大阪府大阪市を南北に走る道路の一つ。

## 概要
区間は大阪市北区の長柄東交叉点（城北公園通）から中央区の天満橋交叉点（土佐堀通）までの全長約3.0km。天満橋交叉点で谷町筋に接続する。東天満交叉点（曽根崎通）以南は大阪府道30号大阪和泉泉南線の一部区間に当たり、天満橋（橋梁）を除いて谷町筋と同じ幅員40m、片側3車線の計6車線道路で、地下にはOsaka Metro谷町線が走っている。東天満交叉点以北は片側2車線の計4車線道路になっている。

### かつての町名
1872年（明治5年）に、天満側となる天満橋北詰の筋に天満橋筋という町名が誕生した。しかし、1878年（明治11年）に天満橋が上町側の谷町筋に接続する現在の架橋地点へ架け替えられた。このため、天満橋北詰の筋が天満橋筋の一筋西の空心町筋へ移ってしまった。
天満橋筋の町名はその後も残っていたが、1977年（昭和52年）から翌1978年（昭和53年）にかけて現在の町名に改編された。

## 沿線情報

### 北区
- 桜之宮公園
- APAホテル大阪天満
- 近畿中国森林管理局
- 大阪アメニティパーク
  - 帝国ホテル大阪
- 天満労働基準監督署
- 造幣局
  - 造幣博物館
- 大阪市立扇町総合高等学校

### 中央区
- 天満橋 - 大川
- 天満橋駅
  - 地下鉄谷町線
  - 京阪本線・京阪中之島線
- 京阪シティモール
- 八軒家船着場
- 大阪キャッスルホテル
- 大阪マーチャンダイズマートビル（OMMビル）

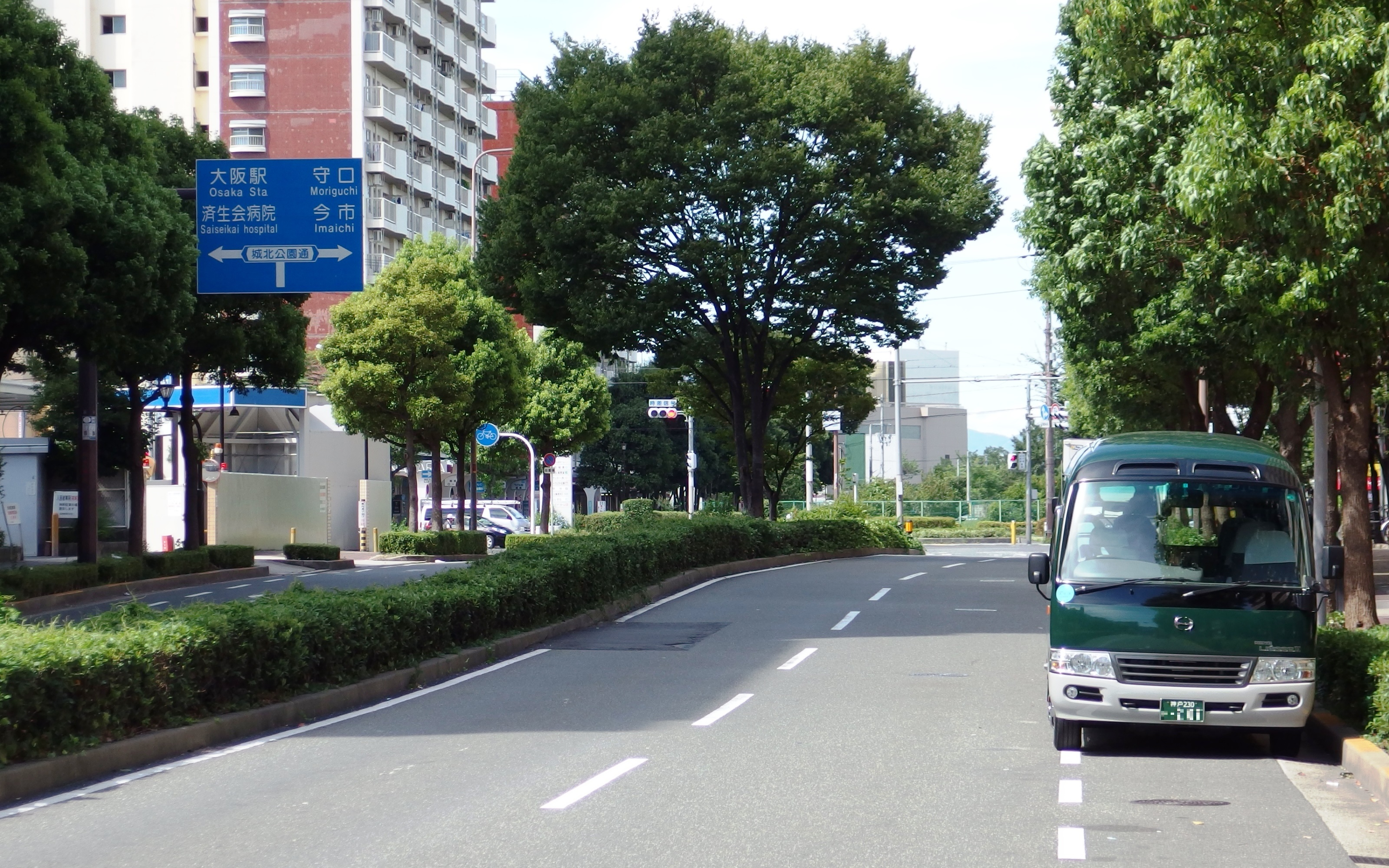
城北公園通との交点・長柄東交差点
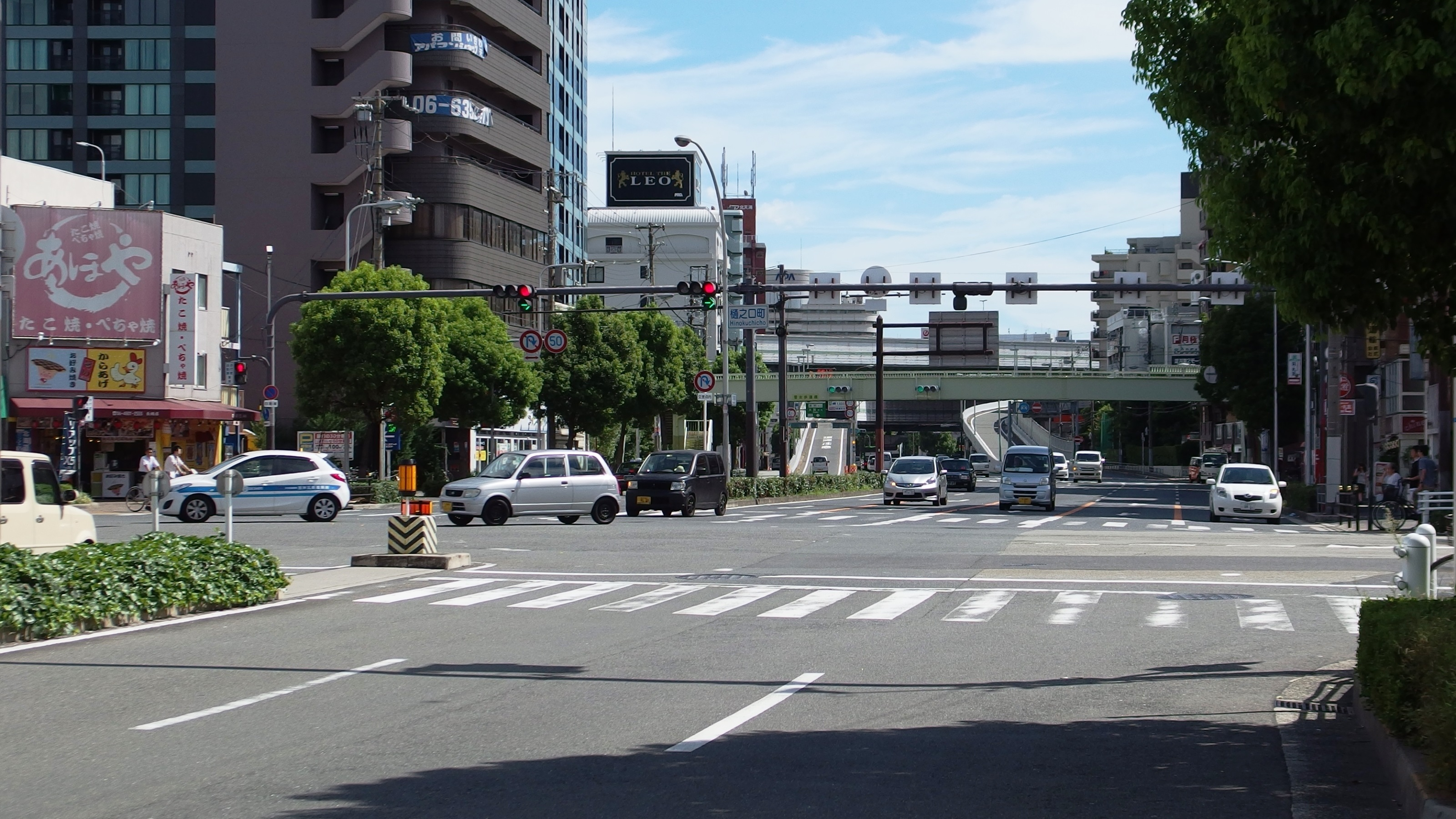
都島通との交点・樋之口町交差点
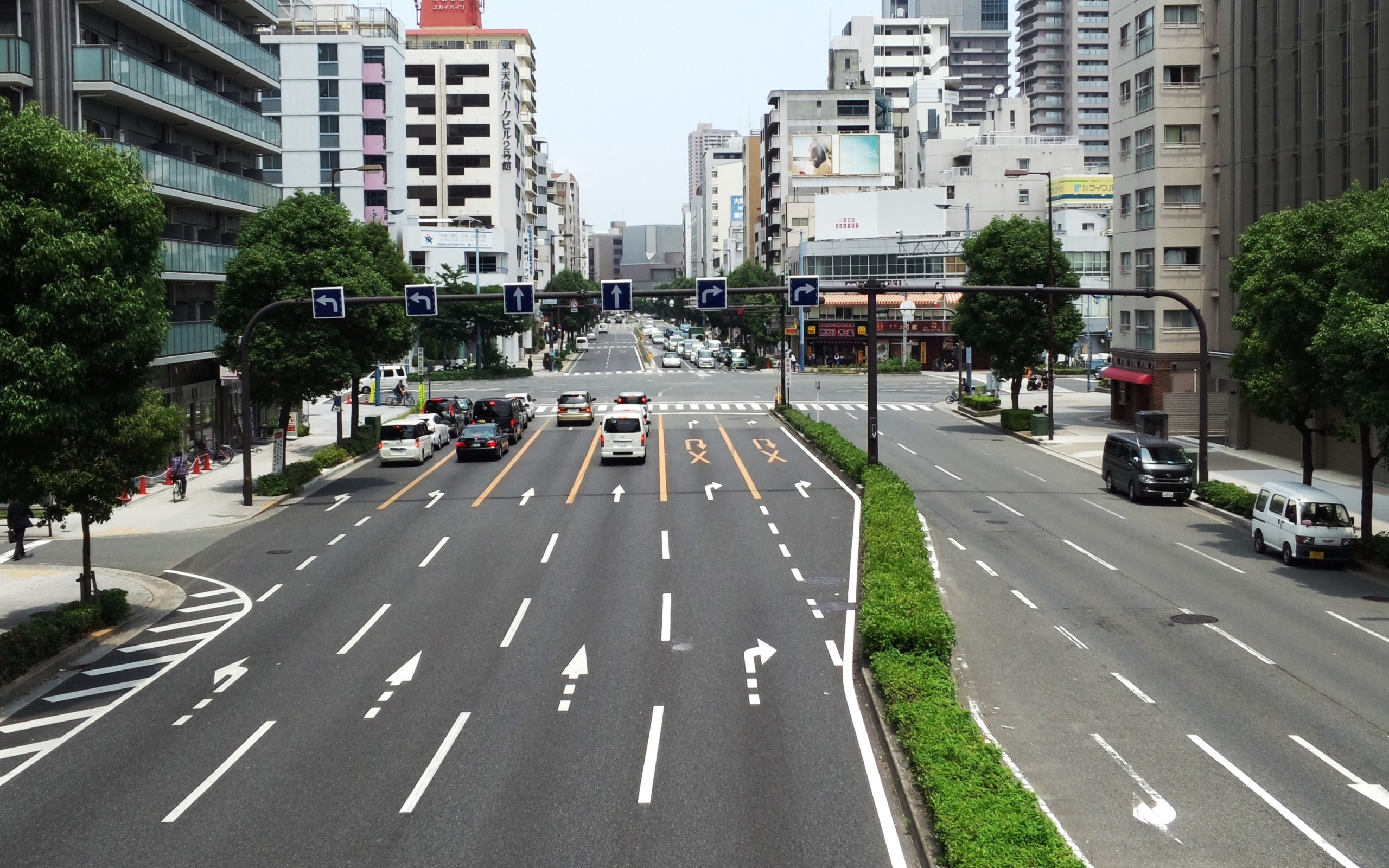
曽根崎通との交点 東天満交差点を南から望む
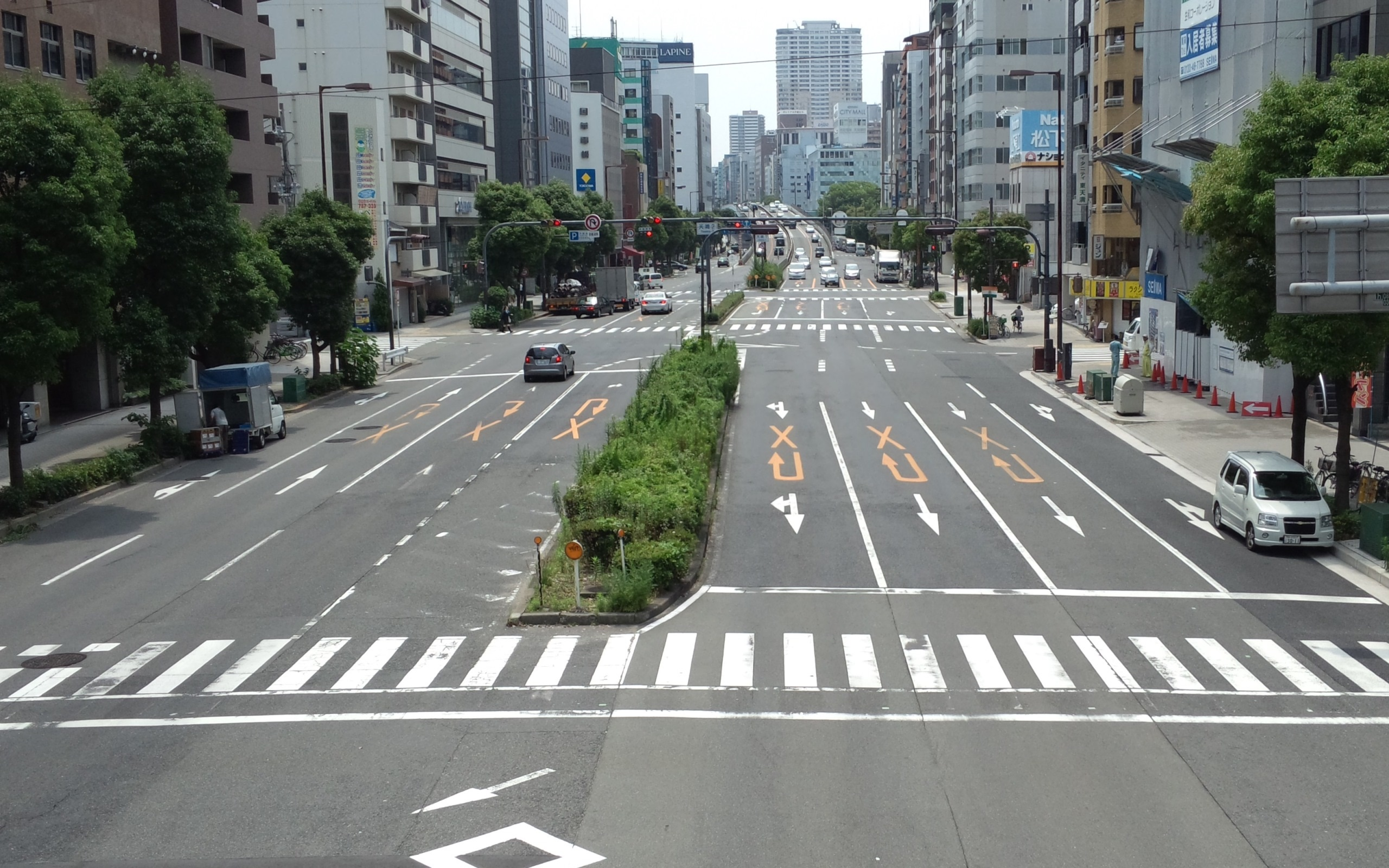
天満二交差点

## 接続するおもな道
| 接続する道路 西← 天満橋筋 →東                        | 接続する道路 西← 天満橋筋 →東       | 交差点          | 交差点 |
| ---------------------------------------------------- | ----------------------------------- | --------------- | ------ |
| 城北公園通 市道中津太子橋線                          | 城北公園通 市道中津太子橋線         | 長柄東          | 北区   |
| 都島通 市道大阪環状線                                | 都島通 市道大阪環状線               | 樋之口町        | 北区   |
| 阪神高速12号守口線                                   | 阪神高速12号守口線                  | 長柄出入口      | 北区   |
| 市道大阪駅前線 （ 扇町通 方面）                      | 源八橋                              | 源八橋西詰      | 北区   |
| 曽根崎通 国道1号（※重複=国道163号）                  | 曽根崎通 国道1号（※重複=国道163号） | 東天満          | 北区   |
| 土佐堀通 府道168号石切大阪線                         | 土佐堀通 府道168号石切大阪線        | 天満橋 （側道） | 中央区 |
| 谷町筋 府道30号大阪和泉泉南線（谷町4・天王寺駅方面） |                                     |                 |        |